# Глиньковский сельсовет
Глиньковский сельсовет — упразднённая административно-территориальная единица, существовавшая на территории Московской губернии и Московской области до 1923 и в 1925—1939 годах.
Глиньковский сельсовет был образован в первые годы советской власти. По данным 1919 года он входил в состав Спасской волости Бронницкого уезда Московской губернии.
В 1923 году Глиньковский с/с был объединён с Вертячевским с/с в Вертячево-Глиньковский с/с, который уже в 1924 году был переименован в Вертячевский.
В 1925 году Вертячевский с/с был переименован в Глиньковский с/с.
По данным 1926 года в состав сельсовета входили деревни Глиньково и Вертячево.
В 1929 году Глиньковский с/с был отнесён к Ашитковскому району Коломенского округа Московской области.
20 мая 1930 года Глиньковский с/с был передан в Воскресенский район.
17 июля 1939 года Глиньковский с/с был упразднён, а все его селения (Глиньково и Вертячево) переданы в Марчуговский с/с.